# Mike Weinberg
Michael Andrew Weinberg (Los Ángeles, California, 16 de febrero de 1993) es un exactor estadounidense.

## Biografía
Weinberg nació en Los Ángeles, California. Es el segundo hijo de Dana y Larry Weinberg y el hermano menor del actor Matt Weinberg. Weinberg es principalmente conocido por haber interpretado a Kevin Mcallister en la cuarta adaptación de Home Alone (Solo en casa en España y Mi pobre angelito en Hispanoamérica), el Telefilme Home Alone 4: Taking Back The House. En el 2006 Weinberg hizo una participación en un capítulo de The Suite Life of Zack and Cody, donde inerpretó a Theo Cavanaugh, un chico rico que se hace amigo de Zack.

## Filmografía
| Año  | Película                        | Rol              | Notas                                                                 |
| ---- | ------------------------------- | ---------------- | --------------------------------------------------------------------- |
| 2001 | Life as a House                 | Adam             | En español, La Casa de mi Vida                                        |
| 2002 | Stolen Summer                   | Danny Jacobsen   |                                                                       |
| 2002 | Home Alone 4                    | Kevin McCalister | Telefilme, también conocida como Solo en Casa 4 o Mi Pobre Angelito 4 |
| 2006 | The Suite Life of Zack and Cody | Theo Cavenaugh   | Actor Invitado, Serie de TV                                           |